# Првенство Енглеске у рагбију
Првенство Енглеске у рагбију (енгл. English Premiership) је први ранг рагби јунион такмичења у Енглеској.

## Историја
Енглези су измислили рагби још у првој половини деветнаестог столећа. Иако у Енглеској има преко две хиљаде регистрованих рагби клубова и преко два милиона регистрованих рагбиста, званично првенство се није играло до 1987. Енглески рагби савез је дуго деценија сматрао да рагби треба да остане аматерски спорт. Пре 1987. играли су се разноразни купови, али није било званичног првенства које даје шампиона Енглеске. Од 1987. до данас највише успеха је имао Лестер, тигрови су освојили 10 титула. Поред Лестера, у најславније енглеске рагби клубове убрајају се још и Бат и Воспс. Чак 9 различитих енглеских рагби клубова освајали су наслов првака Енглеске, а 5 енглеских рагби клубова се окитило и титулом првака Европе. Да би енглески рагбиста играо за репрезентацију Енглеске, мора играти за енглески клуб. Бат је најстарији премијерлигаш, основан је давне 1865. Воспс, Лестер, Бат и Глостер никада нису испали у другу лигу. 

## Списак шампиона Енглеске
- 1988. Лестер
- 1989. Бат
- 1990. Воспс
- 1991. Бат
- 1992. Бат
- 1993. Бат
- 1994. Бат
- 1995. Лестер
- 1996. Бат
- 1997. Бат
- 1998. Њукасл
- 1999. Лестер
- 2000. Лестер
- 2001. Лестер
- 2002. Лестер
- 2003. Воспс
- 2004. Воспс
- 2005. Воспс
- 2006. Сејл
- 2007. Лестер
- 2008. Воспс
- 2009. Лестер
- 2010. Лестер
- 2011. Сараценс
- 2012. Харлеквинс
- 2013. Лестер
- 2014. Нортхемптон
- 2015. Сараценс
- 2016. Сараценс
- 2017. Ексетер

## Индивидуални рекорди
Највише одиграних утакмица
Стив Бортвик 265 утакмица
Највише поена у историји Премијершипа
Чарли Хоџсон 2133 поена
Највише есеја у историји Премијершипа
Марк Квејто 86 есеја

## О лиги
У лигашком делу играју се 22 кола. Премијершип има 12 екипа, свака екипа игра 11 мечева на свом стадиону и 11 мечева на страни. Победа вреди 4 бода, нерешено 2 бода, 1 бонус бод се добија за постигнута 4 или више есеја на једној истој утакмици и 1 бонус бод за пораз мањи од 8 поена разлике. Прве четири екипе иду у плеј оф и обезбедиле су пласман у куп европских шампиона у рагбију, пети и шести иду у куп европских шампиона у рагбију, седми игра бараж за куп европских шампиона у рагбију против француског клуба, осми, девети, десети и једанаести играће куп европских изазивача у рагбију, а последње пласирани испада у другу лигу ( РФУ Чемпионшип ). Просечна плата професионалног рагбисте у Премијершипу је око 100 000 британских фунти годишње.
У енглеској је рагби други најпопуларнији спорт после фудбала., па је посећеност на утакмицама Премијершипа око 13 000 гледалаца, а финале на храму рагбија стадиону Твикенхајм се увек игра пред пуним трибинама ( капацитет 82 000 ).
Сезона 2017-2018
У сезони 2017-2018 учествоваће следећих 12 клубова:
Њукасл
Бат 
Вустер 
Воспс
Глостер 
Ексетер 
Лестер 
Лондон ајриш
Нортхемптон сеинтс
Сараценс
Сејл шаркс
Харлеквинс